# Monticello (Florida)
Monticello település az Amerikai Egyesült Államok Florida államában, Jefferson megyében, melynek megyeszékhelye is. Lakosainak száma 2589 fő (2020. április 1.).

## Népesség
A település népességének változása:

| 2010 | 2 506 |
| 2020 | 2 589 |